# 潘灝芬
潘灝芬（1874年5月13日—1947年4月28日），字若梁，江蘇省吳縣人，林肯律師學院畢業，法政科進士。

## 生平
- 學古堂於光緒三十一年改為遊學預備科，招考英、法、日文學生三班，擇優資送潘灝芬等十名學生留學。
- 宣統三年（1911年）九月，經學部驗看考試列最優等，賞給法政科進士[2]。
- 民國6年（1917年）11月13日，兼充地方捕獲審檢廳評事[3]。
- 民國9年（1920年）9月14日，署浙江高等審判廳推事[4]。
- 吳縣蘇州市董事會總董、漢冶萍公司副經理。
- 民國29年（1940年）3月11日，偽維新政府司法官考試再試典試委員會委員[5]。
- 民國30年（1941年）10月20日，汪偽中央公務員懲戒委員會委員[6]。